# Медаль «За відвагу» (Саксен-Альтенбург)
Медаль «За відвагу» (нім. Tapferkeitsmedaille) — нагорода герцогства Саксен-Альтенбург, заснована герцогом Ернстом II 20 лютого 1915 року.

## Опис
Кругла бронзова медаль. На аверсі медалі зображений тамплієрський хрест. В центрі хреста — саксонський герб, на верхньому промені — герцогська корона, на бокових променях — 1914. На реверсі зображена художньо оформлена буква Е II з герцогською короною.
Медаль носили на лівому боці грудей на зеленій стрічці з трьома білими смугами.

## Умови нагородження
Медаллю нагороджували солдатів та унтер-офіцерів, які були службовцями 8-го тюринзького піхотного полку №153 або громадянами Саксен-Альтенбургу, за проявлену в бою хоробрість. Обов'язковою умовою нагородження була наявність Залізного хреста 2-го класу.

## Галерея

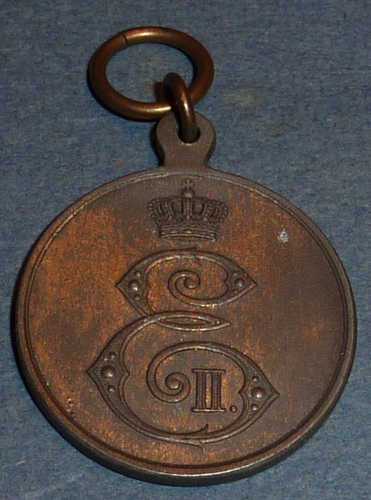
Реверс медалі.
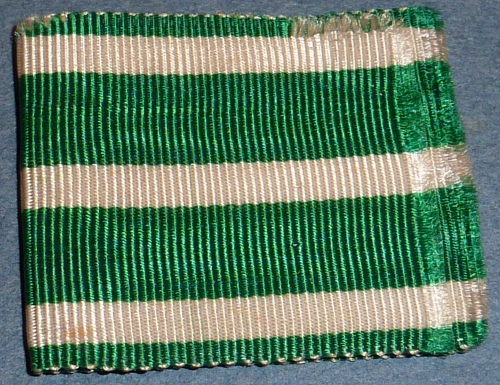
Стрічка медалі.